# Forcipomyia wirthi
Forcipomyia wirthi är en tvåvingeart som beskrevs av Saunders 1957. Forcipomyia wirthi ingår i släktet Forcipomyia och familjen svidknott.
Artens utbredningsområde är Kalifornien. Inga underarter finns listade i Catalogue of Life.